# Namatherium blackcrowense
Il namaterio (Namatherium blackcrowense) è un mammifero erbivoro estinto, appartenente agli embritopodi. Visse nell'Eocene medio (circa 45 milioni di anni fa) e i suoi resti fossili sono stati ritrovati in Namibia.

## Descrizione
Questo animale è noto solo per un cranio incompleto, sufficiente tuttavia a permettere un confronto con animali simili ma più conosciuti, come Arsinoitherium. Rispetto ad altri embritopodi più primitivi come Palaeoamasia, Namatherium era dotato di molari più alti (ipsodonti); rispetto ad Arsinoitherium, invece, i molari erano dotati di una corona più bassa. I premolari inoltre erano monolofodonti con basse fossette posteriori. Il forame infraorbitale era più avanzato, così come il margine delle orbite.
Benché il cranio sia incompleto, sono visibili numerosi dettagli della dentatura, del palato e dell'arcata zigomatica. Quest'ultima era enormemente rigonfia verso l'esterno, molto più ampia che in Arsinoitherium. La parte superiore del muso non è conosciuta, e non è possibile sapere se questo animale fosse dotato di corna o meno.

## Classificazione
Descritto per la prima volta nel 2008, Namatherium è noto per un cranio parziale ritrovato nella zona di Black Crow (Sperrgebiet) in Namibia. Questo animale è considerato il più stretto parente di Arsinoitherium, nell'ambito del gruppo degli embritopodi, un gruppo di mammiferi dall'incerta collocazione sistematica, tipici del Paleogene.

## Significato dei fossili
Questo straordinario ritrovamento estende i reperti fossili degli embritopodi in Africa notevolmente indietro nel tempo. Inoltre, questo fossile è utile per un'ulteriore valutazione sistematica degli arsinoiteri. Ad esempio, la morfologia dell'arcata zigomatica e le zone circostanti del cranio ricorda quella di Moeritherium, e alcuni dettagli della radice del terzo molare superiore ricordano la condizione dei molari di Phosphatherium; ciò suggerisce ulteriormente una possibile stretta relazione filogenetica tra embritopodi e proboscidati (Pickford et al., 2008).